# الميثاق الاتحادي 1291
يُعدّ الميثاق الاتحادي، أو وثيقة التحالف (الألمانية: Bundesbrief)، من أقدم الوثائق الدستورية في سويسرا. وهو معاهدة تحالف عُقدت عام 1291 بين كانتونات أوري وشفيتس وأونترفالدن، وهو واحد من سلسلة تحالفات انبثق منها الاتحاد السويسري القديم. في القرنين التاسع عشر والعشرين، وبعد تأسيس الدولة الفيدرالية السويسرية، أصبح الميثاق الوثيقة التأسيسية المركزية لسويسرا في الفكر الشعبي.
يوثق هذا الميثاق التحالف الأبدي لرابطة كانتونات الغابات الثلاثة (الألمانية: Ewiger Bund der Drei Waldstätten)، وهو اتحاد ثلاثة كانتونات فيما يُعرف الآن بوسط سويسرا. يعود تاريخه إلى أوائل أغسطس 1291، وهو التاريخ الذي استوحي منه في القرن العشرين تاريخ اليوم الوطني السويسري، 1 أغسطس. الميثاق، المكتوب باللاتينية، يشير إلى ميثاق سابق (مفقود أو غير مكتوب). وهو معروض الآن في متحف مواثيق الاتحاد السويسري في شفيتس.

## محتوى
أبرم التحالف بين شعوب مناطق جبال الألب في أوري وشفيتز وأونترفالدن. يُشار إلى المشاركين على أنهم متآمرون، ويُترجم تقليديًا إلى الألمانية باسم "Eidgenossen".
يُرجَّح أن الميثاق كان يهدف إلى ضمان الاستقرار القانوني بعد وفاة رودولف الأول ملك هابسبورغ في 15 يوليو 1291. تُلزم الفقرتان الأوليان المجتمعات الثلاث بالدفاع المشترك عن الأودية الثلاثة. أما بقية الميثاق فتتعلق بالمسائل القضائية: إذ تدعو إلى التحكيم في حالات النزاعات، وترفض القضاة الأجانب، وتُقرّ عقوبة الإعدام للقتلة والنفي لمُشعلي الحرائق، وتأمر بطاعة القضاة والأحكام القضائية.

## التاريخ والسياق
كانت صحة الرسالة موضع جدل قديم، بزعم أنها تزوير حديث، لكن المؤرخين يتفقون الآن على أنها بالتأكيد نتاج القرن الرابع عشر. في عام 1991، حُدد تاريخ الرق باستخدام الكربون المشع في المعهد الاتحادي السويسري للتقانة في زيورخ بأنه بين عامي 1252 1312 (باحتمالية 85%)؛ أو ربما يعود تاريخه إلى بين عامي 1352 و1385 (باحتمالية 15%).  
وبالتالي، فإن الوثيقة ليست مزورة، مرتبطة بظهور الدولة الفيدرالية الحديثة عام 1848، بل ينبغي النظر إليها في سياق الفصل الخامس عشر من المرسوم الذهبي لعام 1356 الذي حظر فيه تشارلز الرابع أي تحالفات أو اتحادات أو مؤامرات، أي على وجه الخصوص تحالفات المدن (Städtebünde)، وكذلك الاتحادات المجتمعية الأخرى التي نشأت من خلال الحركة المجتمعية في أوروبا في العصور الوسطى. كان من الشائع جدًا آنذاك إصدار الوثائق عند الحاجة فقط. في ذلك الوقت، كانت الاتفاقيات في أغلب الأحيان شفهية، وقد يتم تغيير محتويات أو تواريخ أي وثيقة يتم إعدادها لاحقًا لتناسب الأغراض الحالية.
كان الميثاق جزءًا من منظومة اتفاقيات دفاعية بين الكيانات السياسية التي أصبحت فيما بعد الكانتونات السويسرية. ومن بين هذه الاتفاقيات، المعروضة أيضًا في متحف مواثيق الاتحاد السويسري:
- 1315: الميثاق الاتحادي لأوري وشفيتس وأنترفالدن 9 ديسمبر 1315 (المعروف أيضًا باسم ميثاق برونين)
- 1332: ميثاق مدينة لوسيرن مع أوري وشفيتس وأونترفالدن
- 1352: ميثاق مع جلاروس
- 1352: ميثاق مع زوغ
- 1451: عقد مع دير سانت غالن وزيورخ ولوسيرن وشفيتس وجلاروس
- 1454: العقد الأبدي لسانت غالن مع زيورخ وبرن ولوسيرن وشفيتس وزوغ وجلاروس
- 1464: عقد رابيرسويل مع المذكور أعلاه
- 1481: عقد فرايبورغ وسولوتورن
- 1501: عقد مع بازل، ومن المعروف أن عدد نسخه 11 نسخة، وهو ما يقابل الأختام الـ 11. [4]
- 1501: عقد مع شافهاوزن
- 1513: عقد مع أبنزل

## استقبال حديث
لم يكتسب ميثاق عام 1291 أهمية في تأريخ سويسرا إلا في أواخر القرن التاسع عشر. في السابق، كان تاريخ تأسيس الاتحاد يُحدد تقليديًا بأنه عام 1307 (إيجيديوس تشودي)؛ وهو العام الذي نُقش على سبيل المثال على نصب تل التذكاري، الذي بُني عام 1895.
تم اقتراح فكرة أن يمثل ميثاق عام 1291 الوثيقة التأسيسية للاتحاد لأول مرة في تقرير صادر عن وزارة الداخلية الاتحادية بتاريخ 21 نوفمبر 1889، في سياق الاحتفال المشترك المقترح بالذكرى السنوية السبعمائة لتأسيس برن والذكرى السنوية الستمائة للاتحاد في عام 1891. تم اقتراح الاحتفال بعطلة وطنية في الأول من أغسطس بناءً على التاريخ الموجود في الوثيقة لأول مرة في عام 1899 (على الرغم من أنه لم يتم تقديمه رسميًا إلا في عام 1994).
تم اقتراح فكرة بناء نصب تذكاري وطني مخصص يضم الوثائق التأسيسية للاتحاد لأول مرة في عام 1891 من قبل المستشارين الفيدراليين إميل ويلتي وكارل شينك. تمت إعادة النظر في هذه الخطة في عام 1915 أثناء التحضير للاحتفال بالذكرى السنوية الـ 600 لمعركة مورغارتن، ولكن تأخر تنفيذها بسبب الحرب العالمية الأولى. بعد الحرب، طلب كانتون شفيتس الدعم الفيدرالي للمشروع، والذي مُنح في عام 1928. صممه جوزيف بيلير في عام 1933، وافتُتح أرشيف الميثاق الفيدرالي في عام 1936. في عامي 1979/1980، تم تجديد قاعة المعرض، وتم تنفيذ أعمال الترميم على 21 لافتة وعلمًا معروضة في المتحف. في عامي 1998/1999، أعيد ترتيب المعرض. وفي هذه الأثناء، غيرت المؤسسة اسمها إلى متحف مواثيق الاتحاد السويسري.

## قراءة إضافية
- مارابيلو، توماس كوين (2023) "أصول الديمقراطية في سويسرا"، مراجعة الجمعية التاريخية السويسرية الأمريكية ، المجلد 59: رقم 1. متوفر هنا ، ص 91-93.
- وينكلر، ألبرت (2014). "الميثاق الاتحادي لعام 1291 وتأسيس الدولة السويسرية"، مجلة الجمعية التاريخية السويسرية الأمريكية، المجلد 50 (2014)، العدد ١، ص. 33–50.